# Diocesi di Ogoja
La diocesi di Ogoja (in latino Dioecesis Ogogiaensis) è una sede della Chiesa cattolica in Nigeria suffraganea dell'arcidiocesi di Calabar. Nel 2023 contava 1.053.000 battezzati su 3.335.000 abitanti. È retta dal vescovo Donatus Edet Akpan.

## Territorio
La diocesi comprende 11 local government areas nella parte centro-settentrionale dello stato nigeriano di Cross River.
Sede vescovile è la città di Ogoja, dove si trova la cattedrale di San Benedetto.
Il territorio è suddiviso in 79 parrocchie.

## Storia
La prefettura apostolica di Ogoja fu eretta il 13 marzo 1938 con la bolla Intra Nigeriae di papa Pio XI, ricavandone il territorio dalla prefettura apostolica di Calabar (oggi arcidiocesi).
Il 18 aprile 1950 per effetto del decreto Cum in Africa della Sacra Congregazione di Propaganda Fide il nome latino della prefettura fu mutato da de Ogoja a Ogojaënsis.
Il 1º gennaio 1955 la prefettura apostolica è stata elevata a diocesi con la bolla Apostolicum di papa Pio XII.
Il 1º marzo 1973 ha ceduto una porzione del suo territorio a vantaggio dell'erezione della diocesi di Abakaliki.
Originariamente suffraganea dell'arcidiocesi di Onitsha, il 26 marzo 1994 è entrata a far parte della provincia ecclesiastica di Calabar.

## Cronotassi dei vescovi
Si omettono i periodi di sede vacante non superiori ai 2 anni o non storicamente accertati.
- Patrick Joseph Whitney, S.P.S. † (13 marzo 1938 - maggio 1939 dimesso)
- Thomas McGettrick, S.P.S. † (10 novembre 1939 - 1º marzo 1973 nominato vescovo di Abakaliki)
- Joseph Edra Ukpo † (1º marzo 1973 - 17 dicembre 2003 nominato arcivescovo di Calabar)
  - Sede vacante (2003-2006)
- John Ebebe Ayah (14 ottobre 2006 - 5 luglio 2014 nominato vescovo di Uyo)[1]
  - Sede vacante (2014-2017)
- Donatus Edet Akpan, dal 9 aprile 2017

## Statistiche
La diocesi nel 2023 su una popolazione di 3.335.000 persone contava 1.053.000 battezzati, corrispondenti al 31,6% del totale.
| anno | popolazione | popolazione | popolazione | presbiteri | presbiteri | presbiteri | presbiteri                | diaconi | religiosi | religiosi | parrocchie |
| anno | battezzati  | totale      | %           | numero     | secolari   | regolari   | battezzati per presbitero | diaconi | uomini    | donne     | parrocchie |
| ---- | ----------- | ----------- | ----------- | ---------- | ---------- | ---------- | ------------------------- | ------- | --------- | --------- | ---------- |
| 1950 | 9.452       | 750.000     | 1,3         | 14         | 14         |            | 675                       |         |           | 11        | 6          |
| 1970 | 135.000     | 1.602.533   | 8,4         | 10         | 6          | 4          | 13.500                    |         | 4         | 53        | 21         |
| 1980 | 103.710     | 896.000     | 11,6        | 29         | 15         | 14         | 3.576                     |         | 14        | 35        |            |
| 1990 | 180.374     | 1.217.000   | 14,8        | 25         | 18         | 7          | 7.214                     |         | 10        | 82        | 19         |
| 1999 | 259.243     | 2.074.750   | 12,5        | 36         | 33         | 3          | 7.201                     |         | 3         | 42        | 22         |
| 2000 | 269.749     | 2.100.000   | 12,8        | 41         | 40         | 1          | 6.579                     |         | 1         | 42        | 26         |
| 2001 | 282.381     | 1.315.662   | 21,5        | 49         | 48         | 1          | 5.762                     |         | 1         | 47        | 28         |
| 2002 | 297.891     | 1.465.663   | 20,3        | 48         | 46         | 2          | 6.206                     |         | 2         | 45        | 32         |
| 2003 | 313.544     | 1.524.289   | 20,6        | 61         | 58         | 3          | 5.140                     |         | 3         | 46        | 36         |
| 2004 | 332.373     | 1.536.294   | 21,6        | 67         | 64         | 3          | 4.960                     |         | 5         | 49        | 38         |
| 2013 | 901.413     | 2.022.000   | 44,6        | 103        | 100        | 3          | 8.751                     |         | 3         | 50        | 61         |
| 2016 | 916.106     | 2.886.942   | 31,7        | 103        | 100        | 3          | 8.894                     |         | 3         | 44        | 72         |
| 2019 | 958.755     | 3.039.200   | 31,5        | 132        | 128        | 4          | 7.263                     |         | 4         | 51        | 79         |
| 2021 | 1.015.160   | 3.219.600   | 31,5        | 141        | 137        | 4          | 7.199                     |         | 4         | 51        | 79         |
| 2023 | 1.053.000   | 3.335.000   | 31,6        | 149        | 145        | 4          | 7.067                     |         | 4         | 51        | 79         |